# Championnat du Qatar de football 2006-2007
Navigation
Saison précédente Saison suivante
La saison 2006-2007 du Championnat du Qatar de football est la quarante-troisième édition du championnat national de première division au Qatar. Les dix meilleures équipes du pays sont regroupées au sein d'une poule unique où elles s'affrontent trois fois au cours de la saison. En fin de saison, le dernier du classement est relégué et remplacé par le champion de deuxième division.
C'est le club de Sadd Sports Club, tenant du titre, qui remporte à nouveau la compétition, après avoir terminé en tête du classement final, avec douze points d'avance sur Al-Gharafa Sports Club et seize sur le club promu de D2, Umm Salal SC. C'est le 11e titre de champion du Qatar de l'histoire du club, qui réalise même le doublé en s'imposant en finale de la Coupe du Qatar face à Al-Khor Sports Club.

## Qualifications continentales
Le vainqueur du championnat ainsi que le gagnant de la Coupe du Qatar se qualifient pour la Ligue des champions. Si un club réalise le doublé, c'est le vice-champion qui obtient sa qualification. 
De plus, les deux meilleurs clubs au classement non qualifiés pour la Ligue des champions participent à la Coupe des clubs champions du golfe Persique.

## Les clubs participants
| - Al-Rayyan SC - Al-Arabi Sports Club - Al Ahly Doha - Al-Khor Sports Club - Al-Gharafa Sports Club | - Qatar SC - Sadd Sports Club - Umm Salal SC - Promu de D2 - Al Shamal - Al-Wakrah Sports Club |

## Compétition

### Classement
Le classement est établi sur le barème de points classique (victoire à 3 points, match nul à 1, défaite à 0).
| Rang | Équipe                   | Pts | J  | G  | N  | P  | Bp | Bc | Diff |
| ---- | ------------------------ | --- | -- | -- | -- | -- | -- | -- | ---- |
| 1    | Sadd Sports Club (T) (C) | 55  | 27 | 17 | 4  | 6  | 52 | 29 | +23  |
| 2    | Al-Gharafa Sports Club   | 43  | 27 | 11 | 10 | 6  | 51 | 41 | +10  |
| 3    | Umm Salal SC (P)         | 39  | 27 | 11 | 6  | 10 | 35 | 28 | +7   |
| 4    | Al-Rayyan SC             | 37  | 27 | 9  | 10 | 8  | 40 | 42 | -2   |
| 5    | Al-Wakrah Sports Club    | 34  | 27 | 7  | 13 | 7  | 29 | 29 | 0    |
| 6    | Qatar SC                 | 34  | 27 | 10 | 4  | 13 | 35 | 36 | -1   |
| 7    | Al-Khor Sports Club      | 33  | 27 | 9  | 6  | 12 | 35 | 40 | -5   |
| 8    | Al Shamal                | 32  | 27 | 7  | 11 | 9  | 26 | 36 | -10  |
| 9    | Al-Arabi Sports Club     | 30  | 27 | 8  | 6  | 13 | 35 | 41 | -6   |
| 10   | Al Ahly Doha             | 29  | 27 | 7  | 8  | 12 | 29 | 45 | -16  |

|  | Qualification pour la Ligue des champions de l'AFC 2008                      |
|  | Qualification pour la Coupe des clubs champions du golfe Persique 2007       |
|  | Relégation directe en deuxième division                                      |
|  | (T) : Tenant du titre (C) : Vainqueur de la Coupe du Qatar (P) : Promu de D2 |

## Bilan de la saison
| Championnat du Qatar de football 2006-2007                        |                             |
| Champion                                                          | Sadd Sports Club (5e titre) |
| Coupes et trophées                                                |                             |
| Vainqueur de la Coupe du Qatar 2006-2007                          | Sadd Sports Club            |
| Qualifications continentales                                      |                             |
| Ligue des champions de l'AFC 2008                                 | Sadd Sports Club            |
| Ligue des champions de l'AFC 2008                                 | Al-Gharafa Sports Club      |
| Coupe des clubs champions du golfe Persique 2007                  | Umm Salal SC                |
| Coupe des clubs champions du golfe Persique 2007                  | Al-Wakrah Sports Club       |
| Promotions et relégations                                         |                             |
| Promus en Qatar Stars League                                      | Al-Sailiya Sports Club      |
| Relégués en Championnat du Qatar de football de deuxième division | Al Ahly Doha                |